# پالمتتو (فیلم)
پالمتتو (به انگلیسی: Palmetto) فیلمی محصول سال ۱۹۹۸ و به کارگردانی فولکر شلوندورف است. در این فیلم بازیگرانی همچون وودی هرلسون، الیزابت شو، جینا گرشان، رولف هوپه، کلویی سونی، تام رایت، مایکل راپاپورت و مارک مک‌کالی ایفای نقش کرده‌اند.